# Cá móm gai dài
Cá móm gai dài, tên khoa học Gerres filamentosus, là một loài cá có nguồn gốc từ bờ biển châu Phi và Madagascar, đến phía đông Nhật Bản, Úc và New Caledonia.